# فرودگاه شهر اورانیوم
فرودگاه شهر اورانیوم (به انگلیسی: Uranium City Airport) یک فرودگاه همگانی با کد یاتا YBE است که یک باند فرود شن دارد و طول باند آن ۱٬۱۹۹ متر است. این فرودگاه در کشور کانادا قرار دارد و در ارتفاع ۳۱۲ متری از سطح دریا واقع شده است.

## شرکت‌های هواپیمایی و مقصدهای پروازی
| شرکت‌های هواپیمایی | مقصدهای پروازی                                                                  |
| ----------------- | ------------------------------------------------------------------------------- |
| پورنتو ایرویز     | لا رونژ، پوینتس نورث لندینگ، پرینس آلبرت، ساسکاتون جان گ. دیفنبکر، استونی رپیدز |